# Kornilov-affaire

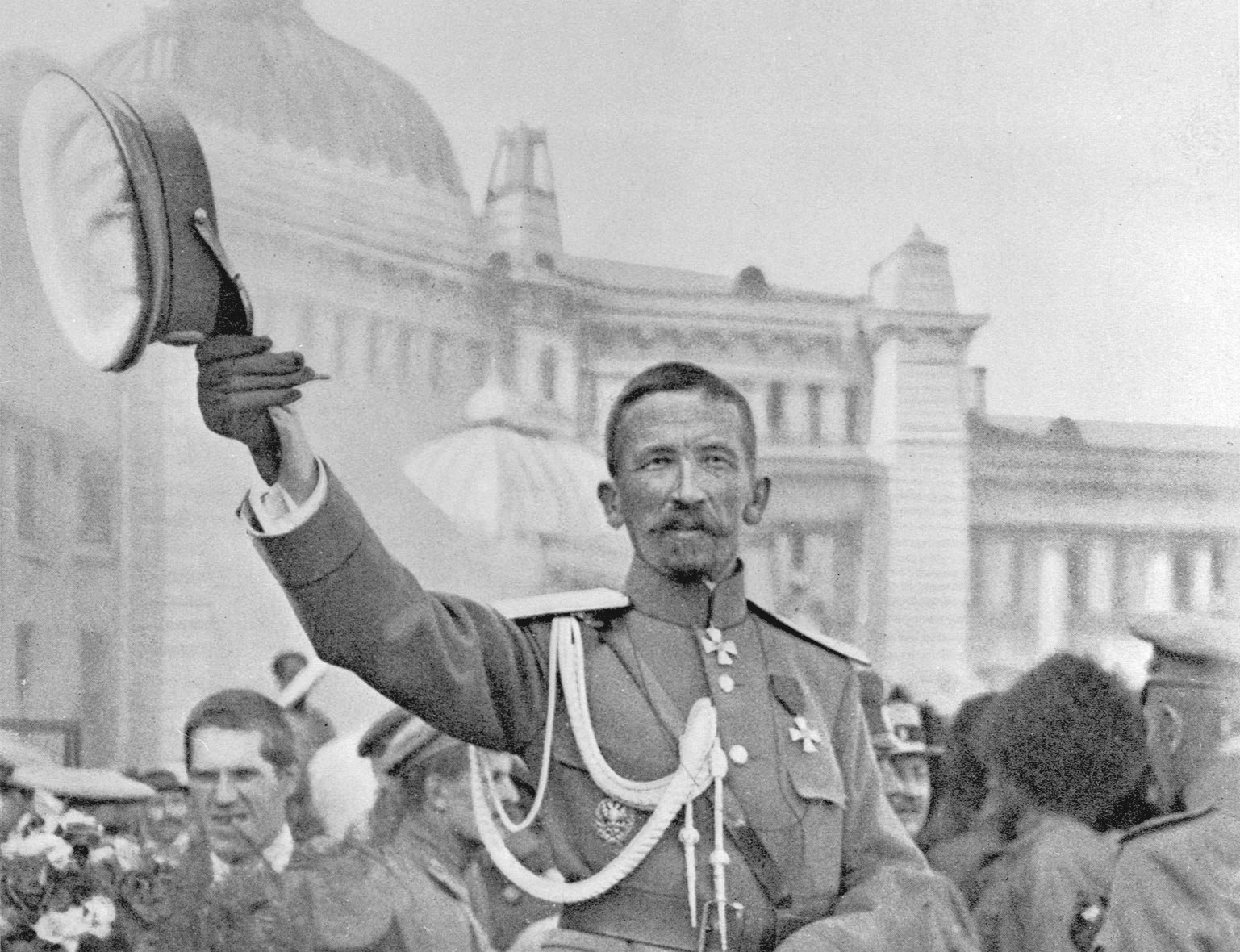
Lavr Kornilov

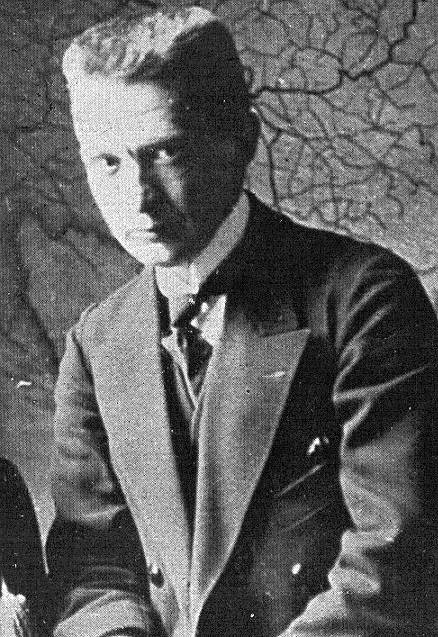
Aleksandr Kerenski

De Kornilov-affaire (Russisch: Корниловское выступление, Kornilovskoije vistupleniije) was een mislukte machtsgreep in Rusland van generaal Lavr Kornilov.  Deze was gericht tegen de toenemende macht van de sovjets in 1917 en vond plaats tussen de Februarirevolutie (de val van de tsaar) en de Oktoberrevolutie (de machtsgreep van Lenin). Als nieuw benoemde opperbevelhebber van het leger besloot Kornilov iets te ondernemen tegen de chaos in het land, te midden van de oorlog tegen de Duitsers. Later zei Kerenski, die toen premier was, dat de acties van Kornilov een keerpunt in de revolutie waren, een belangrijke factor in de plotselinge herleving van de bolsjewieken. 

## Verloop
Kornilov was een voorstander van een militaire dictatuur om de orde te herstellen in Rusland en zag zichzelf als het redmiddel tegen een bolsjewistische overname. Kornilov pleitte voor de beteugeling van de macht van de soldatencomités en een verbod op soldatenvergaderingen. Na 3 augustus eiste hij ook de uitroeping van de staat van beleg in het hele land, de wederinvoering van de doodstraf voor burgers, militarisering van de spoorwegen en een verbod op stakingen en arbeidersvergaderingen. Kornilov beval de troepen onder leiding van luitenant-generaal Aleksandr Krimov om in de buurt van Petrograd te stationeren. Kornilov wilde met dreiging van geweld de Voorlopige Regering dwingen om zijn eisen te verwezenlijken. Kornilov beval Krimov om Petrograd in te gaan als er een bolsjewistische staatsgreep kwam.
Kerenski werd benaderd door Vladimir Lvov, een voormalige oktobristische parlementariër en een voormalig procurator van de Heilige Synode. Lvov waarschuwde dat de legerleiding van plan was om Kerenski te vermoorden. Lvov bood zichzelf aan om met Kornilov te praten en Kerenski stemde toe. Bij terugkomst beweerde Lvov dat Kornilov had gezegd dat hij zichzelf wilde uitroepen tot dictator, hoewel Kornilov dat later ontkende. Op 26 augustus (volgens juliaanse kalender) werd Kornilov ontslagen als de opperbevelhebber van het leger door Kerenski. Toen Kornilov het telegram van zijn ontslag las, dacht hij – naar eigen zeggen – dat Kerenski door de bolsjewieken was gevangengenomen. Op 29 augustus gaf Kornilov aan Krimov de opdracht om Petrograd in te nemen.
De Sovjet van Petrograd richtte het Speciaal Strijdcomité tegen de Contrarevolutie op, met daarin drie mensjewieken, drie sociaal-revolutionairen en drie bolsjewieken. De matrozen uit Kronstadt kwamen Petrograd binnen om de Sovjet en de Voorlopige Regering te beschermen tegen Kornilov. De vakbond van het spoorwegpersoneel zorgde dat Krimov geen beschikking had over locomotieven en saboteerde het spoor. Afgevaardigden van de Sovjet gingen naar de troepen van Krimov om hen te overtuigen om de opmars te stoppen. Dit lukte onder andere omdat de troepen waren bevolen door Kornilov om de Voorlopige Regering te beschermen en niet om de Voorlopige Regering af te zetten. Soldaten arresteerden na overtuigd te zijn door de sovjetafgevaardigden hun eigen officieren om de opmars te stoppen.
Krimov stemde op 30 augustus toe om de volgende dag Kerenski te spreken. Krimov probeerde om aan Kerenski duidelijk te maken dat hij dacht dat zijn troepen naar Petrograd moesten trekken om de Voorlopige Regering te beschermen tegen de bolsjewieken. Kerenski geloofde hem niet en zei dat Krimov voor een militaire rechtbank zou worden voorgeleid. Krimov schoot zichzelf op die avond dood. De couppoging verliep zonder groot bloedvergieten maar Kornilov en 7000 vermoede aanhangers werden gearresteerd. Het zou nog maar een kwestie van weken zijn voordat de bolsjewieken de macht zouden grijpen. Kornilov bereikte dus het tegendeel van wat hij had beoogd. 